# Mircea II.
Mircea II. Basarab (* 1422; † 12. Dezember 1446) war kurzzeitig Herrscher der Walachei im Jahr 1442.
Er war der älteste legitime Sohn Vlad II. Draculs; weitere Brüder waren Radu und Vlad III. Drăculea; er war ein Enkel und Namensvetter von Mircea cel Bătrân.
Bis 1436 residierte die gesamte Familie in Sighișoara. 1442 übernahm Mircea die Geschäfte seines Vaters, wurde aber von Basarab II. umgehend wieder entmachtet. Mircea wurde von Vlad II. Dracul im Jahr 1444 zu den Türken gesandt. Das zuvor entstandene türkische Bündnis sollte nicht in Gefahr geraten. Allerdings hatte er auch seinen Auftrag vom Drachenorden, in dem er geschworen hatte, das Christentum zu verteidigen. In der folgenden Schlacht bei Warna wurde die christliche Armee größtenteils aufgerieben.
Am 12. Dezember 1446 wurde Mircea II. auf Befehl der Ungarn im Bojarischen Rat mit glühenden Eisenstangen geblendet und lebendig begraben.
| Vorgänger       | Amt                     | Nachfolger  |
| --------------- | ----------------------- | ----------- |
| Vlad II. Dracul | Fürst der Walachei 1442 | Basarab II. |

| Personendaten    | Personendaten                 |
| ---------------- | ----------------------------- |
| NAME             | Mircea II.                    |
| ALTERNATIVNAMEN  | Mircea II. Basarab            |
| KURZBESCHREIBUNG | Herrscher der Walachei (1442) |
| GEBURTSDATUM     | 1422                          |
| GEBURTSORT       | Sighișoara                    |
| STERBEDATUM      | 12. Dezember 1446             |